# David Valdes
David Churchill Valdes (* 12. August 1950 in Los Angeles, Kalifornien) ist ein US-amerikanischer Filmproduzent.

## Leben
David Churchill Valdes wurde als Sohn von Armand George de Valdes und Joan Rosemary Churchill in Los Angeles geboren. Nachdem er 1976 seinen Bachelor in Theaterwissenschaften an der UCLA mit Magna Cum Laude erwarb, begann er 1980 mit den beiden Filmen Mit Vollgas nach San Fernando und Tracy trifft den lieben Gott als Regieassistent und assistierte anschließend unter anderem Martin Scorsese und Wim Wenders. Bereits früh freundete er sich mit Clint Eastwood an, sodass er bereits 1985 an dessen Western Pale Rider – Der namenlose Reiter als Produktionsassistent mitarbeitete. Nachdem er mit der Verwechslungskomödie Wie der Vater, so der Sohn 1987 seinen ersten eigenen Film produzierte, waren es anschließend weitere Eastwood-Filme wie Pink Cadillac, Rookie – Der Anfänger und Perfect World, die er produzierte. Allerdings war es Frank Darabonts The Green Mile, für dessen Produktion Valdes im Jahr 2000 mit einer Oscarnominierung für den Besten Film seine bisher wertvollste Auszeichnung erhielt.
Seit dem 14. September 1974 ist David Valdes mit Susan Margaret Jones, mit der er zwei gemeinsame Töchter hat, verheiratet.

## Filmografie (Auswahl)
- 1980: Mit Vollgas nach San Fernando (Any Which Way You Can) (Regie-Assistenz)
- 1980: Tracy trifft den lieben Gott (Oh, God! Book II) (Regie-Assistenz)
- 1985: Pale Rider – Der namenlose Reiter (Pale Rider) (Produktionsassistenz)
- 1987: Wie der Vater, so der Sohn (Like Father Like Son)
- 1988: Das Todesspiel (The Dead Pool)
- 1989: Pink Cadillac
- 1990: Rookie – Der Anfänger (The Rookie)
- 1990: Weißer Jäger, schwarzes Herz (White Hunter Black Heart)
- 1993: In the Line of Fire – Die zweite Chance (In the Line of Fire)
- 1993: Perfect World (A Perfect World)
- 1995: Der wunderliche Mr. Cox (The Stars Fell on Henrietta)
- 1997: Turbulence
- 1999: The Green Mile
- 2003: Open Range – Weites Land (Open Range)
- 2007: Die Ermordung des Jesse James durch den Feigling Robert Ford (The Assassination of Jesse James by the Coward Robert Ford)
- 2010: The Book of Eli
- 2011: Ich bin Nummer Vier (I am Number Four)
- 2012: The Magic of Belle Isle – Ein verzauberter Sommer (The Magic of Belle Isle)
- 2013: Beautiful Creatures – Eine unsterbliche Liebe (Beautiful Creatures)
- 2014: Transcendence
- 2015: Point Break

## Auszeichnungen
Oscar
- 2000: Nominierung für den Besten Film mit The Green Mile